# Vicariat apostolique de Makokou
Le vicariat apostolique de Makokou (en latin : Vicariatus Apostolicus Makokouensis) est une juridiction de l'Église catholique romaine au Gabon. Elle correspond à la province de Ogooué-Ivindo soit 46 075 km2.

## Historique
La préfecture apostolique de Makokou est érigée le 19 mars 2003 par division du diocèse d'Oyem (de). Elle est érigée en vicariat apostolique le 11 juillet 2014 par la constitution apostolique Makokouensis.

## Situation actuelle
- Vicaire apostolique : Severin Nziengui Mangandza, C.S.Sp
- Vicaire apostolique émérite : Joseph Koerber, C.S.Sp
- Nombre de paroisses : 5 (2022)
- Nombre de catholiques : 26 740 (sur 52 720) soit 50,7 % (2022)

## Sources
- La fiche du vicariat apostolique sur le site catholic-hierarchy.org